# Lito

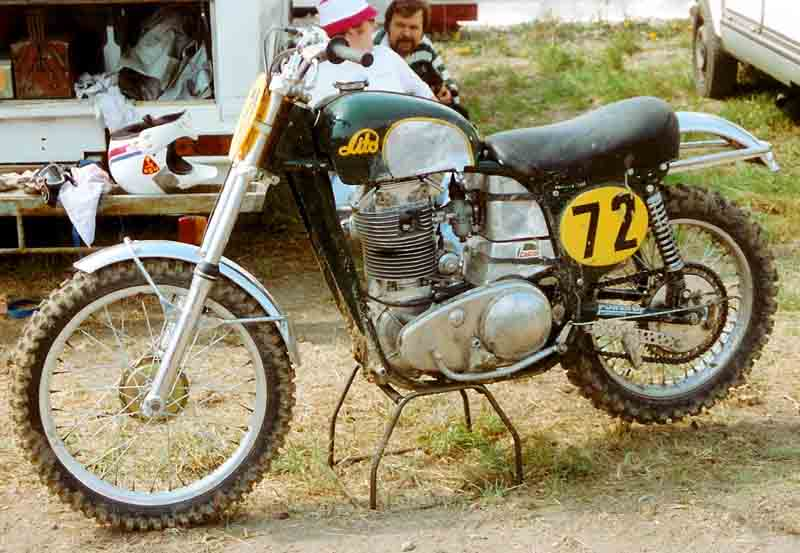
Lito 500 cc crosser uit 1962

Lito (Litho) is een historisch merk van motorfietsen.
Litoverken A.B, Helsingborg (1959-1965).
Toen een van de Monark-broers in 1960 kwam te overlijden trok dit merk zich terug uit de motocross. Sten Lundin, wereldkampioen in 1959 en tweede in 1960, kwam zo zonder motor te zitten en kwam in contact met Kaj Bonebusch, eigenaar van een lithografiebedrijf. Deze had in 1959 al een eigen crosser in elkaar geknutseld met Engelse componenten. Voor Lundin verbouwde hij een Monark-crosser, die werd voorzien van een Albin-viertaktblok en een Engelse versnellingsbak. Lundin werd in 1961 wereldkampioen met deze Lito en gebruikte de machine drie jaar. Bonebusch zette een kleine serie van 30 stuks op en veranderde de naam in Lito.